# Santa Barbara Condors

Santa Bárbara Condors foi um clube americano de futebol, que foi membro da American Soccer League.

## História
O clube desistiu no meio de sua única temporada.